# Ла-Империаль
Ла-Империаль (кат. La Imperial) или Империаль — небольшой необитаемый остров в Средиземном море, является одним из островов архипелага архипелага Кабрера, входящего в состав Балеарских островов (Испания). Административно относится к муниципии Пальма-де-Мальорка.
Расположен у юго-восточного берега острова Кабрера от которого отделен одноименным проливом шириной 65 метров. Площадь острова — 3,05 га, периметр поверхности — 724 м, ширина составляет 180 м, длина — 200 м. Наивысшая точка расположена на высоте 77 м над уровнем моря. Берега обрывистые.
Остров входит в состав Национального парка архипелага Кабрера, уникального произрастающими на его территории эндемичными видами растений.

## Флора
На острове произрастают следующие виды растений:
- Ephedra fragilis[англ.] (лат. Ephedra fragilis);
- Fumaria capreolata[англ.] (лат. Fumaria capreolata);
- Mesembryanthemum nodiflorum[англ.] (лат. Mesembryanthemum nodiflorum);
- Лобулярия приморская (лат. Lobularia maritima)
- Succowia balearica[исп.] (лат. Succowia balearica);
- Umbilicus horizontalis[англ.] (лат. Umbilicus horizontalis);
- Sedum sediforme[исп.] (лат. Sedum sediforme);
- Очиток густолистный (лат. Sedum dasyphyllum);
- Люцерна древовидная (лат. Medicago arborea);
- Geranium rotundifolium[бел.] (лат. Geranium rotundifolium);
- Erodium chium[порт.] (лат. Erodium chium);
- Fagonia cretica[англ.] (лат. Fagonia cretica);
- Euphorbia dendroides (лат. Euphorbia dendroides);
- Мастиковое дерево (лат. Pistacia lentiscus);
- Rhamnus ludovici-salvatoris[нем.] (лат. Rhamnus ludovici-salvatoris);
- Мальва мелкоцветковая (лат. Malva parviflora);
- Lavatera cretica (лат. Lavatera cretica);
- Критмум морской (лат. Crithmum maritimum);
- Морковь дикая (лат. Dáucus caróta);
- Withania frutescens[исп.] (лат. Withania frutescens);
- Паслён чёрный (лат. Solánum nígrum);
- Plantago lagopus[исп.] (лат. Plantago lagopus);
- Календула полевая[англ.] (лат. Calendula arvensis);
- Осот огородный (лат. Sónchus oleráceus);
- Зайцехвост (лат. Lagurus ovatus);
- Lamarckia aure-anne[англ.] (лат. Lamarckia aurea);
- Ежа сборная (лат. Dáctylis glomeráta);
- Desmazeria marina;
- Brachypodium distachyon[англ.] (лат. Brachypodium distachyon);
- Морской лук (лат. Drímia marítima);
- Asparagus stipularis;
- Лук розовый (лат. Allium roseum);
- Нарцисс букетный (лат. Narcissus tazetta);
- Очный цвет полевой (лат. Anagallis arvensis);
- Лебеда простертая (лат. Atriplex prostrata);
- Марь постенная (лат. Chenopódium murále);
- Convolvulus siculus[исп.] (лат. Convolvulus siculus);
- Diplotaxis ibicensis[кат.] (лат. Diplotaxis ibicensis);
- Echium parviflorum[исп.] (лат. Echium parviflorum);
- Limonium ebusitanum;
- и др.